# Knauz Nándor
Knauz Nándor (Óbuda, 1831. október 12. – Pozsony, 1898. április 26.) történetíró, választott katolikus püspök,  az MTA tagja.

## Életpályája
Bölcsészetet Nagyszombatban, teológiát Esztergomban tanult. 1854. december 7-én szentelték áldozópappá. Előbb a nagyszombati papnevelőben tanár, majd Pozsonyban tanulmányi felügyelő. 1860-tól Esztergomban főegyházmegyei alkönyvtárnok és érseki levéltárnok volt. 1871-ben esztergomi kanonokká, 1878-ban apáttá, 1890-ben címzetes püspökké nevezték ki, 1895-ben prépost. 1862-ben Nagy Ivánnal együttesen szerkesztette a Magyar Tudományos Értekezőt, 1863-69-ig pedig a Magyar Siont.
Felhívására alakult meg 1894-ben az Esztergom-vidéki Régészeti és Történelmi Társulat, illetve ásatásokat végzett Esztergom területén.
Levelezését az Akadémiára hagyta, de hiányosan került be a végrendeletének végrehajtása körüli mulasztások miatt. Több mint 3 ezer darabos értékes tudományos könyv- és kézirattárát végakarata ellenére elárverezték.

## Akadémiai tagsága

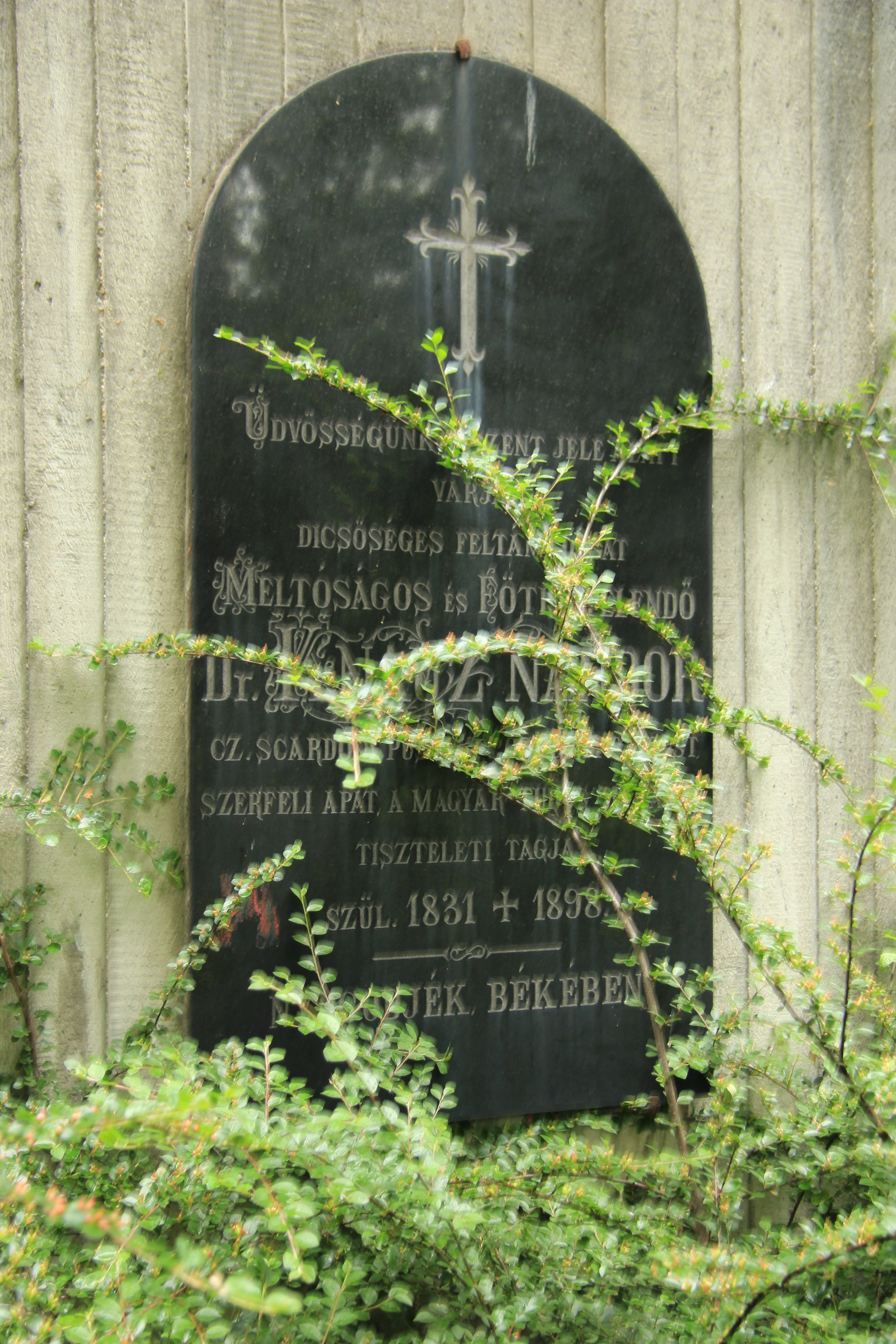
Sírja a pozsonyi temetőben

- levelező tag (1858),
- rendes tag (1873).

## Főbb művei
- Az országos tanács és országgyűlések története 1445–1452 (Pest, 1859)  Internet Archive Google
- A budai kir. várpalota kápolnája (Esztergom, 1862);
- Georgii Fejér Codex Diplomaticus Hungariae. Tabula chronologica (Fejér György magyar okmánytárához évmutató). (Buda, 1862)
- Az esztergomi főegyháznak okmánytára. (Esztergom, 1863-1966)
- A nápolyi Margit-legenda (Esztergom, 1868.) Google
- II. Endre szabadságlevelei (Ért. a tört. tud. köréből I. 10. Bp., 1869)
- A magyar egyház szokásai. Régi misekönyvek. In: Magyar Sion (1869)
- A pozsonyi káptalan kéziratai (Esztergom, 1870) Google
- A magyar nyelv történeti joga az egyház és hazában (Esztergom 1870)
- A magyar egyház régi mise- és zsolozsma-könyvei. (Esztergom, 1870)
- Tinódi Sebestyénnek eddig ismeretlen versezete Zsigmond királyról. (Pest, 1871)
- Monumenta ecclesiae Strigoniensis 
  - Tomus I. (Esztergom, 1874) Bayerische Staatsbibliotek Google
  - Tomus II. (Esztergom, 1878)
- Kortan. (Budapest, 1876)
- A pozsonyi prépostság. (Esztergom, 1881)
- A János-lovagok Esztergomban. In: Magyar Sion (1865)
- Buda ostromához (Budapest, 1886)
- A Garan-melletti Szent-Benedeki Apátság (Budapest, 1890)

## Emlékezete
- Kollányi Ferenc: Emlékbeszéd Knauz Nándor felett (MTA Emlékbeszédek, 1911).
- Sírja Pozsonyban található.